# Harry A. Richardson
Harry A. Richardson (Camden, 1853. január 1. – Dover, 1928. június 16.) az Amerikai Egyesült Államok szenátora (Delaware, 1907–1913).